# Ilʹin (cráter)

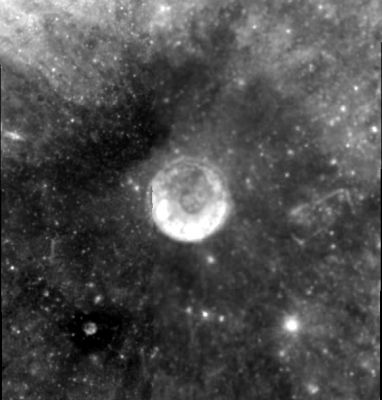
Fotografía de la misión Clementine (1994)

Ilʹin es un pequeño cráter de impacto que se encuentra en la cara oculta de la Luna, justo más allá del terminador occidental. Se halla en la mitad occidental del Mare Orientale, en la cuenca central en medio del mar lunar inundado de lava. Al este se encuentra el cráter Hohmann, un poco más grande que Ilʹin.
Se trata de un cráter circular y con forma de cuenco, con poca apariencia de desgaste. El interior tiene un albedo más alto que el mare lunar circundante, pero no es notablemente más brillante que el típico terreno de montaña.
|  |